# Juda (fils de Jacob)
Pour les articles homonymes, voir Juda.
Ne doit pas être confondu avec Judas.
יְהוּדָה
Juda (en hébreu : יְהוּדָה) est un personnage de la Genèse, le premier livre de la Bible. Il est le quatrième fils de Jacob et Léa. Juda meurt âgé de 119 ans.

## Présentation

### Juda et sa naissance
Léa nomme son quatrième fils Juda par reconnaissance, afin de remercier Dieu de lui avoir accordé d'être autant féconde : à rapprocher du verbe hébreu להודות, lehodot, signifiant remercier, reconnaître.

### Juda et ses actions
Parmi les douze fils de Jacob, il se distingue à de nombreuses reprises dans le texte :
- il convainc ses frères de vendre Joseph à une caravane d'Ismaélites plutôt que de le laisser mourir[2] ;
- il se porte garant de Benjamin auprès de leur père pour pouvoir l'emmener en Égypte à la demande du vice-roi, qui est en fait Joseph ;
- il se propose au vice-roi d'Égypte, Joseph, pour permettre à Benjamin de rentrer auprès de Jacob lorsqu'ils sont accusés de vol.

### Juda et son demi-frère Joseph
Un jour Jacob envoie son fils Joseph rejoindre ses frères qui font paître son petit bétail. Les frères de Joseph complotent pour le tuer et Siméon et Gad s'apprêtent à le tuer. Joseph se met alors derrière Zabulon et les supplie de ne pas le tuer. Ruben intervient et leur dit de ne pas le tuer mais de le jeter dans un puits, son intention étant de l'en retirer plus tard. Finalement Joseph est dévêtu de sa tunique et jeté dans un puits sans eau où il reste affamé pendant trois jours et trois nuits. Juda surveille le puits asséché pendant deux jours et deux nuits craignant que Siméon et Gad ne tuent Joseph. Zabulon est ensuite chargé de surveiller ce puits jusqu'à la vente de Joseph.
Juda propose de vendre Joseph à une caravane d'Ismaélites se rendant en Égypte. Des Madianites retirent Joseph du puits sans eau et il est vendu pour vingt pièces d'argent. Avant d'être vendu, Joseph est revêtu d'un vieux vêtement d'esclave. En réalité, Gad et Juda le vendent pour trente pièces d'or, en cachent dix et en montrent vingt à leurs frères. Siméon, Gad et six de leurs frères achètent des sandales. Ruben, parti chercher du nécessaire stocké à Dotham, n'est pas au courant de cette transaction et retourne au puits sans eau mais ne retrouve pas Joseph.
La tunique de Joseph est trempée dans le sang d'un bouc égorgé par Dan et portée à leur père Jacob par Nephtali. Jacob pense que son fils Joseph est mort dévoré par une bête sauvage et se montre inconsolable.

### Juda et la bénédiction de Jacob
Lors des dernières bénédictions de Jacob à ses fils, Juda est présenté comme un chef par rapport à ses frères ainés Ruben, qui a trahi son père avec Bilha, et Siméon et Lévi réputés violents.
Dans la bénédiction de Jacob mourant à ses fils, Juda est associé au lion. L'expression« Lion de Juda » faisait partie des titres des négus d'Éthiopie.

### Juda et Tamar
Il se marie à une Cananéenne, fille de Shua, dont il a trois fils : Er, Onan et Shelah. Cette cananéenne est Bat Choua, fille de Barsan roi d'Adullam. Juda marie Er à Tamar. Er meurt et, en vertu de la loi du lévirat, Tamar est donnée pour femme à Onan. Onan, comme son frère Er avant lui, "déplaît à Dieu" et meurt. Juda refuse alors d'appliquer le lévirat au dernier de ses fils. Tamar cherche un moyen d'avoir une postérité. Juda, parti tondre ses brebis, prend Tamar, qui s'est déguisée, pour une prostituée et couche avec elle. Elle tombe enceinte de lui. Deux garçons jumeaux naissent : Perets et Zérah. Le roi David et toute la lignée des rois de Juda descendent de Perets.

### Enfants de Juda
Er et Onan sont les deux fils de Juda morts au pays  de Canaan, Shelah, Perets et Zérah sont les trois fils de Juda qui partent avec leur père et leur grand-père Jacob pour s'installer en Égypte au pays de Goshen dans le delta du Nil,,.

### Juda et le triforium
Le personnage de Juda, ancêtre du Christ pour le christianisme, figure sur l'un des vitraux du triforium méridional de la cathédrale de Strasbourg. D'après les recherches et publications de Louis Tschaen, au triforium sont représentés soixante-dix-huit personnages, dont soixante-quinze ancêtres, théoriquement alignés dans l'ordre donné dans l'évangile de Luc défini par la Vulgate Clémentine.

## Galerie

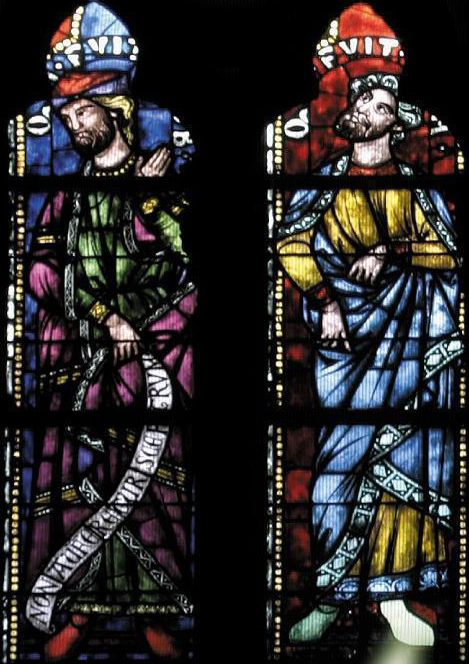
Vitrail représentant Juda (à droite) et son père Jacob dans la cathédrale Notre-Dame de Strasbourg.
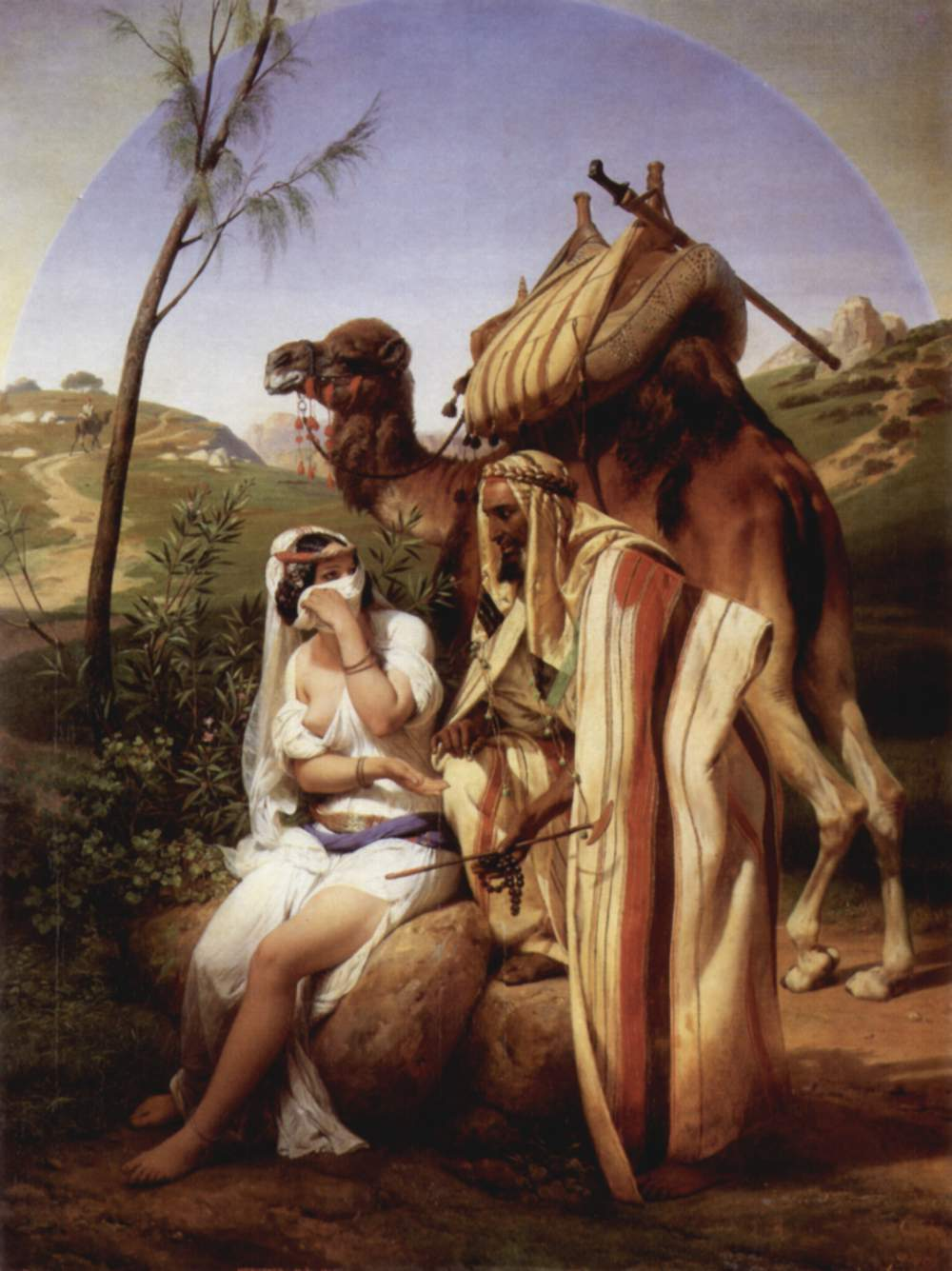
Juda et Tamar d'Horace Vernet (1840), musée de la Wallace Collection, Londres.
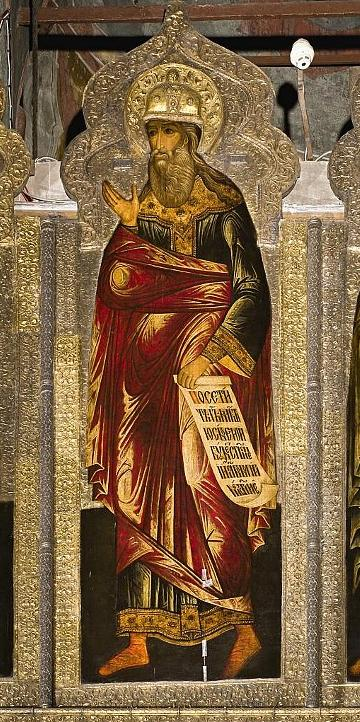
Judas l'aïeul, icône de la cathédrale de la Dormition, Moscou.
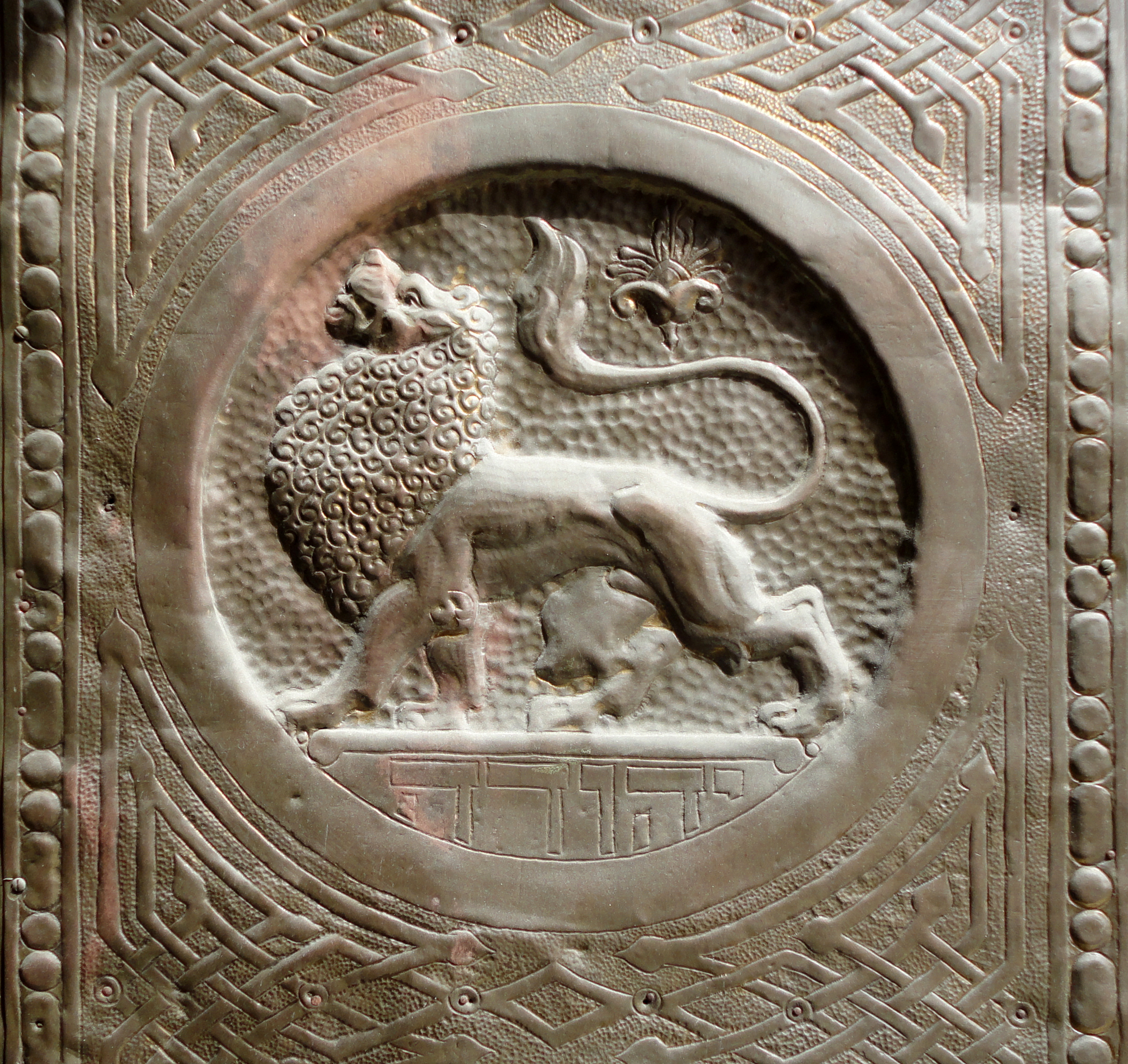
Le lion, emblème traditionnel de Juda. Porte de l'hôpital Bikur Cholim à Jérusalem réalisée par Ze'ev Raban (en).

### Articles Connexes
- Testament de Juda
- Tribu de Juda
- Royaume de Juda
- Rois de Juda